# جون ويلوبي كروفورد
جون ويلوبي كروفورد (بالإنجليزية: John Willoughby Crawford)‏ هو محامي وسياسي كندي، ولد في 26 أغسطس 1817 في جمهورية أيرلندا، وتوفي في 13 مايو 1875 في تورونتو في كندا. حزبياً، نشط في حزب كندا المحافظ.

## مناصب
- انتخب عضو مجلس العموم الكندي عن دائرة West Toronto [الإنجليزية]‏ ( – 4 نوفمبر 1873).
- انتخب Member of the Legislative Assembly of the Province of Canada ‏ (1861 – 1863).
- انتخب Lieutenant Governor of Ontario [الإنجليزية]‏ (1873 – 1875).
- انتخب عضو مجلس العموم الكندي عن دائرة Leeds South (Canadian electoral district) [الإنجليزية]‏.